# Martin Dúbravka
Martin Dúbravka (n. 15 ianuarie 1989, Žilina, Cehoslovacia) este un fotbalist slovac, care joacă pe post de portar la Burnley în Premier League. Pe plan internațional, are prezențe la națională pentru Slovacia U19⁠(d), Slovacia U21⁠(d) și Slovacia.

## Tinerețe
Pe vremea când era copil, lui Dúbravka îi plăcea să joace atât hochei pe gheata cât și fotbal și ar fi putut urma o carieră în hochei dacă nu ar fi suferit o accidentare la picior la varsta de cinci ani.

## Cariera
Dúbravka și-a făcut debutul la Žilina într-o victorie scor 5-2 cu Dubnica la 26 mai 2009. În următorul sezon a jucat 26 de meciuri în Corgoň Liga, terminând campionatul pe primul loc. A devenit prima alegere de portar după transferul lui Dušan Perniš în ianuarie 2010. S-a calificat cu Žilina în Liga Campionilor 2010-2011 și a jucat în toate cele șase meciuri din grupă. Nu a luat gol în runda de play-off împotriva Spartei Praga. La 30 ianuarie 2014, el a semnat un contract pe trei ani și jumătate cu clubul Esbjerg fB din Superliga daneză.
Dúbravka a semnat în iulie 2016 un contract pe un an cu Slovan Liberec din Prima Ligă Cehă. În iunie 2017 a semnat un contract de trei ani cu Sparta Praga.

### Newcastle United
În ianuarie 2018, Newcastle United s-a arătat interesată de Dúbravka, oferind inițial Spartei Praga 500.000 € pentru un împrumut, cu opțiunea de a-l cumpăra definitiv în vara pentru 4,5 milioane de euro. El a semnat un contract cu Newcastle la data de 31 ianuarie 2018, în ultima zi a ferestrei de transfer de iarnă pe o jumătate de an, care a expirat la sfârșitul sezonului 2017-2018. Potrivit isport.cz, cluburile au ajuns la o înțelegere, englezii fiind de acord să plătească 2 milioane de euro pentru împrumutul său, cu opțiunea de a-l aduce definitiv în vară pentru 4 milioane de euro. El și-a făcut debutul la Newcastle pe 11 februarie, jucând bine și reușind să nu ia gol în victoria scor 1-0 împotriva lui Manchester United. A devenit cel de-al șaisprezecelea jucător slovac și numai cel de-al doilea portar slovac, după Ján Mucha, care a început ca titular într-un meci din Premier League.
După ce a convins în perioada de împrumut, el a fost transferat definitiv de Newcastle la 30 mai 2018 pentru o sumă de transfer care nu a fost făcută publică, dar care se învârtea în jurul valorii  de aproximativ 5 milioane de euro. Pe 17 februarie 2019 la Durham, Dúbravka a primit premiul de Jucătorul Anului 2018 din partea Asociației Jurnaliștilor ai fotbalului din nord-est, primind același premiu ca și alți fotbaliști cunoscuți precum Alan Shearer, Kevin Keegan sau Shay Given. El a devenit cel de-al 7-lea portar care a câștigat premiul, în cele 39 de sezoane de când se decernează. Dúbravka a declarat că a fost fericit să câștige acest premiu pentru că „acest trofeu a fost câștigat în trecut de niște jucători grozavi".
Cotidianul sportiv spaniol Marca l-a clasat pe Dúbravka ca fiind cel de-al 20-lea cel mai bun jucător al Premier League, în sezonul 2018-2019. El a fost cel mai bine clasat portar, întrecându-i pe Alisson de la Liverpool sau David de Gea de la Manchester United, sau jucători de câmp cum ar fi Christian Eriksen, Aaron Ramsey, Marcus Rashford sau Dele Alli.

## La națională
Dúbravka a debutat împotriva echipei naționale Muntenegrului la 23 mai 2014, într-o victorie cu 2-0.
În ianuarie 2017, a jucat primul său meci complet pentru echipa națională, jucând câte 45 de minute în meciurile precedente. A fost pe bancă în meciul împotriva Ugandei (pierdut cu 1-3), pe 12 ianuarie a jucat într-un meci amical împotriva Suediei care a avut loc la Abu Dhabi, Emiratele Arabe Unite. Slovacia a pierdut meciul cu 0-6, în ciuda faptului că era condusă doar cu 0-1 la pauză. A purtat și banderola de căpitan deoarece era jucătorul slovac cu cea mai multă experiență la cluburi din străinătate.
n meciul cu Scoția, Dúbravka a primit un autogol din partea lui Martin Škrtel.

## Familie
Dúbravka face parte dintr-o familie de portari, pentru că tatăl și bunicul său au jucat, de asemenea, pe această poziție.